# Territoire fédéral de Labuan
Pour les articles homonymes, voir Labuan.
Ne doit pas être confondu avec Labuan (île).
Le territoire fédéral de Labuan, en malais Wilayah Persekutuan Labuan, est un territoire fédéral de la Malaisie, faisant autrefois partie de Sabah. Il est composé de plusieurs îles, dont la principale Labuan, situées au large de la côte nord de Bornéo et du sultanat de Brunei.

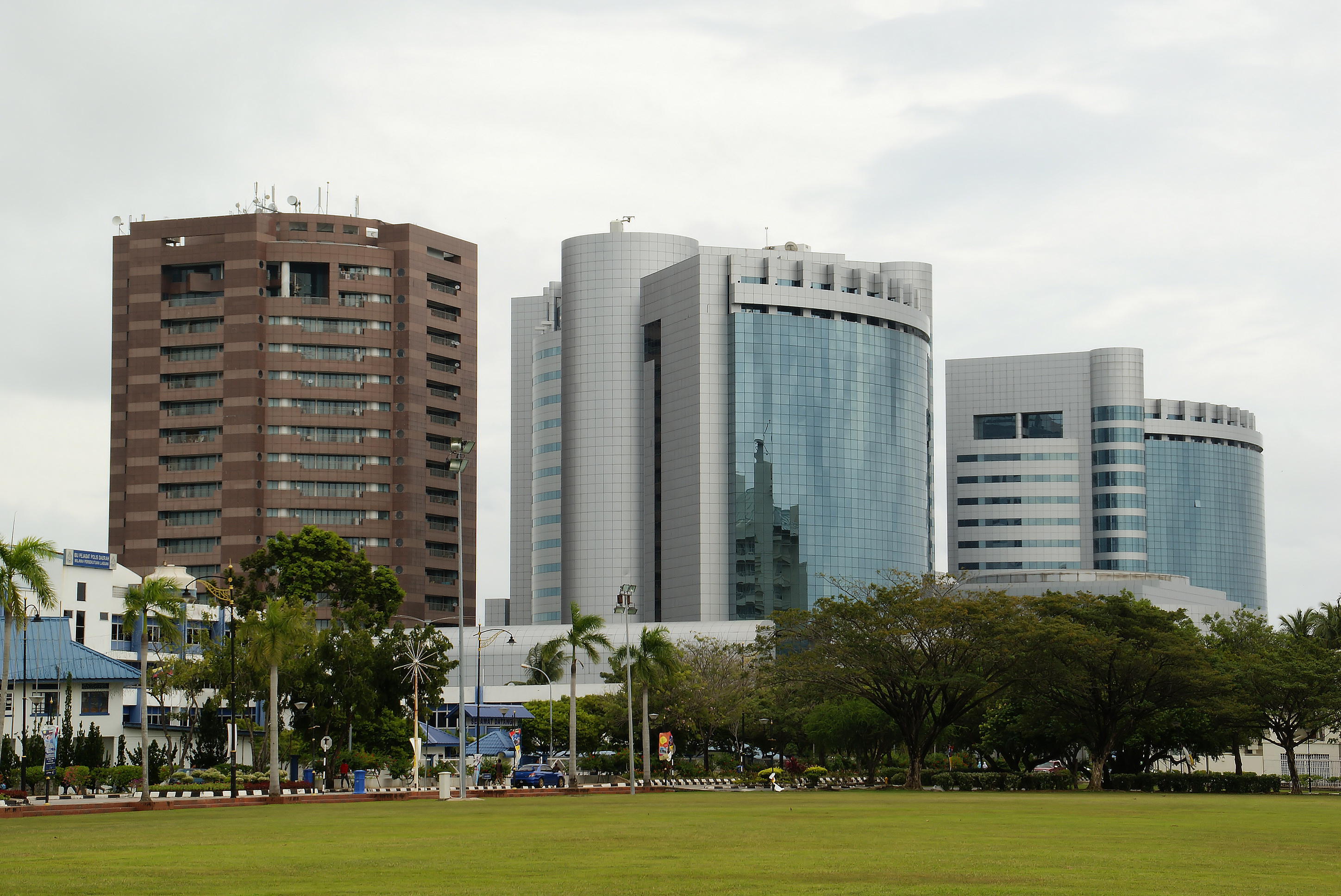
Parc financier de Labuan

## Géographie

Le territoire est composé d'une grande île (75 km2) et de six îlots (Pulau Burung, Pulau Daat, Pulau Kuraman, Pulau Papan, Pulau Rusukan Kecil et Pulau Rusukan Besar).
Il abrite le parc marin de Labuan.

## Histoire
Avant 1840, l'île de Labuan, jusqu'alors inhabitée, faisait partie du sultanat de Brunei. Puis les Britanniques utilisent ce territoire comme base d'opérations contre la piraterie et plus tard pour le câble entre Singapour et Hong Kong.
En 1846, le sultan de Brunei cède Labuan à la Grande-Bretagne, et l'île devient une colonie de la Couronne en 1848. Elle devient partie de Bornéo du Nord au 1er janvier 1890, puis par l'intermédiaire de Singapour qui l'administre, elle est rattachée aux Établissements des détroits le 30 octobre 1906 ; le premier rajah blanc de Sarawak, James Brooke, est commandant en chef et gouverneur du nouveau territoire.
Pendant la Seconde Guerre mondiale, Labuan est conquise par l'Armée impériale japonaise avant d'être libérée par les Alliés et plus précisément l'Australie, lors de la bataille de Labuan, du 10 juin 1945 au 21 juin 1945.
En 1984, Labuan est détaché du Sabah et transformé en territoire fédéral. En 1990, l'île est devenue zone franche, statut visant à y développer les activités financières.

## Subdivision administratives
Le Labuan est divisé en un territoire de la capitale Bandar Kampung et 27 kampung (villages), qui sont régies par désigné Ketua Kampung:
1. Bukit Kalam
2. Durian Tunjung
3. Tanjung Aru
4. Pohon Batu
5. Batu Arang
6. Patau-Patau 2
7. Belukut
8. Sungai Keling
9. Sungai Bedaun / Sungai Sembilang
10. Layang-Layangan
11. Sungai Labu
12. Pantai
13. Gersik / Saguking / Jawa / Parit
14. Sungai Buton
15. Kilan / Kilan Pulau Akar
16. Lajau
17. Rancha-Rancha
18. Nagalang / Kerupang
19. Bebuloh
20. Sungai Lada
21. Lubok Temiang
22. Sungai Bangat
23. Sungai Miri / Pagar
24. Patau-Patau 1
25. Batu Manikar
26. Bukit Kuda
27. Ganggarak / Merinding